# Wang Fuzhi
Wang Fuzhi (ur. 1619, zm. 1692) – uczony z czasów dynastii Ming oraz Qing. Uznawany jest za jednego z najwybitniejszych konfucjanistów tego okresu.
Uczestniczył w walkach z Mandżurami. W 1648 zbiegł z terenów ogarniętych działaniami zbrojnymi i ukrył się w stronach rodzinnych. Zajął się wówczas analizą Księgi Przemian. Zastanawiał się również nad przyczynami upadku państwowości chińskiej. Uważał, że jedną z jej głównych przyczyn były wpływy buddyzmu i taoizmu niszczące myśl konfucjańską oraz przyczyniające się do rozwoju patologicznych zjawisk w życiu publicznych. Przedmiotem jego szczególnej krytyki była buddyjska teza o iluzoryczności świata. Wang twierdził, iż zniechęca ona do wszelkiej aktywności, co negatywnie wpływa na całe społeczeństwo.
Krytykował również buddyjski pogląd o absurdalności świata, dowodząc, że składają się nań rzeczy stałe, wzajemnie dostarczające sobie oparcia. Przeciwieństwa zaś, których istnienie możemy zaobserwować, wzajemnie się uzupełniają i urzeczywistniają.
Zajmował się także filozofią historii. W swoich uwagach do Zwierciadła wspomagającego rządzących Sima Guanga analizował dzieje stosunków między Hanami a ludami stepowymi. Tematyką tą zajmował się też w Żółtej Księdze (1656). Z innych jego dzieł podejmujących tematykę historyczną można wymienić trzy komentarze do Kronik Królestwa Lu oraz broszurę Czekając na wyjaśnienia (stwierdził w niej, że lektura publikacji historycznych pozwala na poszerzenie własnej kultury).